# Città di carta (film)
Città di carta (Paper Towns) è un film del 2015 diretto da Jake Schreier e tratto dal romanzo omonimo di John Green. Il film è stato sceneggiato da Scott Neustadter e Michael H. Weber, già autori della sceneggiatura di Colpa delle stelle, anch'esso tratto da un libro di Green.
Protagonisti del film sono Nat Wolff, Cara Delevingne, Justice Smith, Austin Abrams, Halston Sage e Jaz Sinclair. Il film, rappresentato dalla 20th Century Fox, è uscito negli Stati Uniti il 24 luglio 2015 e in Italia il 3 settembre 2015.

## Trama
Quentin "Q" Jacobsen (Natt Wolff) abita di fronte a Margo Roth Spiegelman (Cara Delevingne) a Jefferson Park, nelle vicinanze di Orlando, in Florida. I due sono amici d'infanzia, ma all'età di nove anni si separarono irrimediabilmente, dopo aver scoperto il cadavere di Robert Joyner (Lane Lovegrove), un loro concittadino suicidatosi a causa del divorzio. Raggiunta l'adolescenza si ritroveranno alla Jefferson Park High School, dove Margo diventa una delle ragazze più popolari. Al contrario Quentin, che è innamorato di Margo da sempre, è gentile e remissivo, ma non ha gran successo tra i suoi coetanei, come invece i suoi amici Benjamin "Ben" Starling (Austin Abrams) e Marcus "Radar" Lincoln (Justice Smith).
Una notte, Margo, si presenta alla finestra di Quentin per coinvolgerlo nella vendetta ai danni di alcuni studenti del liceo che considera nemici comuni. Lei ha infatti scoperto che il suo fidanzato, Jace Worthington (Griffin Freeman), l’ha tradita con una delle sue amiche, Rebecca Arrington (Caitlin Carver). Quentin e Margo fanno scherzi umilianti a Jace , a Rebecca e ai loro amici, inclusa la migliore amica di Margo, Lacey Pemberton (Halston Sage), che Margo accusa ingiustamente di averle nascosto il tradimento.
La complicità fa sperare a Quentin di avere un rapporto più stretto con Margo, oltre a spingerlo per la prima volta ad imporsi e a rischiare.
Nei giorni successivi Margo non si presenta a scuola ma i genitori di Margo non denunciano la sua scomparsa alla polizia, perché è già scappata di casa altre volte e sono sicuri che presto farà ritorno. Dopo aver visto un poster di Woody Guthrie, attaccato di recente sul muro della camera da letto della ragazza, Quentin si rende conto che Margo ha lasciato degli indizi che indicano la sua destinazione. Aiutato da Benjamin e Marcus, corrompe la sorella di Margo, Ruthie (Meg Crosbie), affinché lei cerchi altri indizi nella sua stanza. 
Nel frattempo, nel corso di una festa, Lacey ha modo di dimostrare la sua lealtà verso Margo e il disprezzo verso Rebecca e Jace che l'hanno tradita. Anche Quentin, trascorrendo del tempo in sua compagnia, impara a conoscerla e scopre che, sotto la scorza superficiale, in realtà si cela una persona intelligente e compassionevole. 
Grazie a nuovi indizi, Quentin, insieme ai suoi amici, raggiunge un vecchio negozio di souvenir in un centro commerciale abbandonato, qui trovano una mappa usata da Margo e scoprono che si è nascosta ad Agloe, una "città di carta", ossia una città non esistente nella realtà ma che è presente in alcune mappe come trappola per un'eventuale violazione del copyright, fatta comparire nello stato di New York. Quentin e i suoi amici, compresa la fidanzata di Marcus, Angela (Jaz Sinclair), iniziano un viaggio di due giorni a bordo di un minivan per trovare Margo, sperando di essere a casa in tempo per il ballo. Durante il tragitto, i ragazzi approfondiscono la loro conoscenza: Benjamin e Lacey decidono di andare al ballo insieme mentre Marcus e Angela consumano la loro relazione.
Nel luogo previsto però non c'è traccia della ragazza e, mentre gli altri tornano a casa con la sua auto, Quentin prosegue la sua ricerca. Infine trova Margo per strada e qui le dichiara il sentimento che prova per lei. Ma la ragazza lo respinge; gli rivela di essere scappata di casa per sfuggire ai suoi genitori negligenti e per capire meglio se stessa. Gli dice anche di aver lasciato gli indizi per fargli sapere che si trova al sicuro, non per invitarlo a seguirla. Infine aggiunge che è stata in contatto con Ruthie da quando ha lasciato Orlando.
Dopo questa spiegazione, Margo, decide di rimanere ad Agloe e Quentin prenota un biglietto dell'autobus verso casa. Prima di partire i due giovani si scambiano un bacio d'addio che dimostra il loro sentimento reciproco. Dopo essere tornato in città, Quentin, si gode la compagnia dei suoi amici al ballo e, dopo essersi diplomato, trascorre con loro tutta l'estate prima che partano per l'università.

## Produzione

### Pre-produzione
John Green, lo scrittore della prima stesura della sceneggiatura, ha annunciato in un vlog che i diritti cinematografici di Città di carta fossero stati acquistati da Mandate Pictures e Mr. Mudd..
Il 24 marzo 2014, Green ha annunciato tramite Twitter che Città di carta sarebbe stato realizzato dallo stesso studio (Fox 2000) e che la sceneggiatura sarebbe stata scritta dallo stesso team di Colpa delle stelle. Il 4 settembre 2014, ancora una volta via Twitter, Green annunciò che Jake Schreier avrebbe diretto il film.
Il produttore del film, Wyck Godfrey, ha annunciato che la scena in cui Quentin e Margo irrompono al Sea World non sarebbe stata inclusa nel film a causa dell'uscita del documentario Blackfish della CNN. Secondo Godfrey, se questa scena fosse stata inclusa, la gente avrebbe potuto boicottare il film per via della controversia dell'argomento.

### Casting
Il 24 marzo 2014, Green ha annunciato via Twitter che Nat Wolff avrebbe interpretato Quentin "Q" Jacobsen, il protagonista della storia. Il 16 settembre 2014, Variety ha riportato che Cara Delevingne avrebbe interpretato Margo Roth Spiegelman, il che fu confermato da Green su Twitter affermando che "il provino della Delevingne colpì tutti (me compreso!) e lei capisce profondamente Margo". Il 9 ottobre 2014, Justice Smith, Austin Abrams e Halston Sage entrarono nel cast nei ruoli di Marcus "Radar", Ben Starling e Lacey Pemberton. Il 15 ottobre 2014 Jaz Sinclair venne presa per il ruolo di Angela, la fidanzata di Radar. Il 12 novembre 2014 Cara Buono si è aggiunta al cast nel ruolo di Connie, la madre di Jacobsen. Tra gli altri membri del cast ci sono Susan Macke Miller, Tom Hillmann e Meg Crosbie rispettivamente nei ruoli della madre, padre e sorella di Margo; Griffin Freeman nel ruolo di Jason, il fidanzato di Margo, Caitlin Carver in quello di Rebecca Arrington, un'amica di Margo e Jim Coleman nel ruolo del Detective Otis Warren, che indaga sulla scomparsa di Margo.

### Riprese
Anche se il romanzo è ambientato principalmente a Orlando, Florida, gli incentivi fiscali della Carolina del Nord per i registi hanno reso la scelta conveniente per le riprese secondo Green. La crew è stata incoraggiata a terminare le riprese entro il 31 dicembre 2014, data in cui alcuni incentivi fiscali sarebbero scaduti.
Le riprese sono iniziate il 3 novembre 2014 nei dintorni di Charlotte e si sono concluse il 19 dicembre 2014.

## Colonna sonora
- 1. Santigold – Radio
- 2. Twin Shadow – To the Top
- 3. Sam Bruno – Search Party
- 4. Kindness – Swingin Party
- 5. Vance Joy – Great Summer
- 6. Vampire Weekend – Taxi Cab
- 7. Son Lux – Lost It To Trying (Paper Towns Mix)
- 8. Saint Motel – My Type
- 9. Galantis – Runaway (U & I) (Svidden & Jarly Remix)
- 10. HAIM – Falling
- 11. Grouplove – No Drama Queen
- 12. De Lux – Moments
- 13. Alice Boman – Be Mine
- 14. The Mountain Goats – Used To Haunt
- 15. The War on Drugs – Burning
- 16. Nat & Alex Wolff – Look Outside

## Distribuzione
Il film doveva originariamente uscire nei cinema il 31 luglio 2015. La data di uscita del film è stata spostata numerose volte: prima il 19 giugno 2015, poi il 5 giugno dello stesso anno (anniversario dell'uscita del film Colpa delle stelle. ) e infine il 24 luglio. Questa data era stata in precedenza assegnata al film Poltergeist. In Italia il film è uscito il 3 settembre 2015.

## Riconoscimenti
- 2015 - Teen Choice Awards[19]
  - Miglior stella emergente in un film a Cara Delevingne
  - Miglior film dell'estate
  - Miglior attrice dell'estate a Cara Delevingne
  - Candidatura per il miglior attore dell'estate a Nat Wolff